# Alexander Freed
Alexander Marsh Freed ist ein amerikanischer Buch- und Comicautor, Game Designer und Redakteur aus Austin, Texas. Er ist besonders bekannt für seine Arbeit an Star Wars: The Old Republic und seiner Romanadaption des gleichnamigen Kinofilms Rogue One: A Star Wars Story.

## Leben und Wirken
Von 2006 bis 2012 arbeitete Freed bei BioWare als leitender Spieleentwickler verschiedener Projekte. Seit 2012 arbeitet er unabhängig weiter an BioWare-Franchises, wie Star Wars: The Old Republic oder Dragon Age, Romanen und Comics. Zusätzlich hilft er bei der Produktentwicklung zahlreicher Firmen, wie zum Beispiel WB Games Montreal.

### Auszeichnungen
- 2002: nominiert International Horror Guild für "bester Sammelband" mit seiner Kurzgeschichte "Inheriting Red" in "The Book of more Flesh"
- 2002: nominiert Origins Award für "Best Long-Form Fiction" ebenfalls mit "Inheriting Red"
- 2004: nominiert Gen Con EN World RPG Award für "Best d20 Monster Supplement" mit "Denizens of Avandu"
- 2006: nominiert Gen Con EN World RPG Award für "Best Electronic Book" mit "Lorebook of the Broken Isles", er arbeitete hier an der Geschichte und dem Regeldesign
- 2007: nominiert British Science Fiction Association für "Best Short Story" mit "The Star Necromancers"
- 2011: Gewinner MSNBC für "Game of the Year" mit Star Wars: The Old Republic
- 2015: BuzzFeed setzte sein Buch "Star Wars: Battlefront: Twilight Company" auf die Liste "24 Best Science Fiction Books of 2015"

## Bibliografie

### Rollenspiele
- Astral Realms (White Wolf Publishing, 2007)
- Intruders: Encounters With the Abyss (White Wolf Publishing, 2007)
- Secrets of the Ruined Temple (White Wolf Publishing, 2006)
- Lorebook of the Broken Isles (The Inner Circle, 2006) (E-Book)
- Player’s Guide to the Broken Isles (The Inner Circle, 2006) (E-Book)
- eco (Morrigan Press, 2006)
- Talislanta Menagerie (Morrigan Press, 2006)
- Fantasy Personae: Sages, Spies, and Informants (The Inner Circle, 2005) (E-Book)
- Hungry Little Monsters (Sean K Reynolds Games, 2006) (E-Book, als Redakteur)
- Monte Cook Presents: The Year’s Best d20 (White Wolf Publishing, 2005) (Neuauflage)
- Strange Lands: Lost Tribes of the Scarred Lands (White Wolf Publishing, 2004)
- Arms & Armor (Bastion Press, 2004)
- The World’s Largest Dungeon (Alderac Entertainment Group, 2004) (als Redakteur)
- Legends of Avadnu (The Inner Circle, 2004) (E-Book)
- Denizens of Avadnu (The Inner Circle, 2004)
- Toxic Memes (Steve Jackson Games, 2004)
- Tribe 8 2nd Edition Player’s Handbook (Dream Pod 9, 2004)
- Complete Minions (Bastion Press, 2003) (E-Book)

### Kurzgeschichten
- Contingency Plan (Star Wars: From A Certain Point of View, Del Rey, 2017)
- Ten Confessions of Blue Mercury Addicts, by Anna Spencer (Interzone #263, TTA Press, March 2016)
- The End of History (Star Wars Insider #154, Titan Magazines, 2014)
- One Thousand Levels Down (Star Wars Insider #151, Titan Magazines, 2014)
- The Last Battle of Colonel Jace Malcom (Star Wars Insider #128, Titan Magazines, 2012)
- The Shenu (Interzone #219, TTA Press, 2008)
- The Star Necromancers (Interzone #208, TTA Press, 2007)
- Lady Vitoria’s Mind (Robots and Time, Altair Australia, 2006)
- Mirror, Rust, and Dark (Path of the Just, Guardians of Order, 2003)
- Inheriting Red (The Book of More Flesh, Eden Studios, 2002)

### Comics
- Violet Dawn (WayWalker Studios, 2018 – 2019)
- Anthem (Dark Horse Comics, 2019)
- Dragon Age: Until We Sleep #1–3 (Dark Horse Comics, 2013)
- Star Wars: Purge - The Tyrant's Fist #1–2 (Dark Horse Comics, 2013)
- Dragon Age: Those Who Speak #1–3 (Dark Horse Comics, 2012)
- Dragon Age: The Silent Grove #1–6 (Dark Horse Comics, 2012)
- Star Wars: The Old Republic – The Lost Suns #1–5 (Dark Horse Comics, 2011)
- Star Wars: The Old Republic #4–6 (Dark Horse Comics, 2010)

### Romane
- Star Wars: Alphabet Squadron (Del Rey, 2019)
- Rogue One: A Star Wars Story (Del Rey, 2016)
- Star Wars: Battlefront: Twilight Company (Del Rey, 2015)

### Videospiele
- diverse bisher unangekündigte Spiele
- Storyscape (Fogbank Entertainment / FoxNext Games, 2019)
- Anthem (BioWare / Electronic Arts, 2019)
- Star Wars Battlefront II (EA DICE / Electronic Arts, 2017)
- Mass Effect: Andromeda (BioWare / Electronic Arts, 2017)
- Tyranny (Obsidian Entertainment, 2016)
- The Banner Saga 2 (Stoic, 2016)
- Star Wars: The Old Republic – Knights of the Fallen Empire (BioWare / Electronic Arts, 2015)
- Star Wars: Uprising (Kabam, 2015)
- Shuyan Saga (Mark Media, forthcoming)
- Shadow Realms (BioWare / Electronic Arts, cancelled)
- Star Wars: The Old Republic - Shadow of Revan (BioWare / Electronic Arts, 2014)
- Star Wars: The Old Republic - Galactic Starfighter (BioWare / Electronic Arts, 2014)
- KingsRoad (Rumble Entertainment, 2013)
- Star Wars: The Old Republic - Rise of the Hutt Cartel (BioWare / Electronic Arts, 2013)
- Star Wars: The Old Republic (BioWare / Electronic Arts, 2011)